# Barbara Engleder
Barbara Engleder [ˈʔɛŋl.ˌʔedɐ], geb. Lechner (* 16. September 1982 in Eggenfelden) ist eine ehemalige deutsche Sportschützin im Kader des Deutschen Schützenbundes. Sie wurde bei den Olympischen Spielen 2016 Olympiasiegerin im Kleinkaliber Dreistellungskampf. Engleder war in den olympischen Disziplinen Kleinkaliber- und Luftgewehr aktiv. Ihre Vereine sind die Bergschützen Voglarn und der Bund München, für den sie in der Luftgewehr-Bundesliga Süd antrat. Engleder ist Sportsoldatin bei der Sportfördergruppe der Bundeswehr und Mitglied der ÖDP-Kreistagsfraktion im Landkreis Rottal-Inn.

## Karriere
Barbara Engleder ist seit 2002 auf internationaler Ebene erfolgreich. Bei den Weltmeisterschaften in Lahti erreichte sie in der Disziplin Kleinkaliber Dreistellungskampf (Sportgewehr 3*20) den fünften Platz sowie den neunten Rang in der Disziplin Gewehr liegend. 2003 konnte sie wiederum mit dem Sportgewehr beim Weltcup in Zagreb den dritten und bei den Europameisterschaften in Pilsen den vierten Platz erreichen. Nach einem fünften und einem sechsten Rang im Weltcup 2004 trat sie für Deutschland bei den Olympischen Spielen in Athen an und belegte im Dreistellungskampf hinter ihrer Mannschaftskollegin Sonja Pfeilschifter den siebten Platz.
Mit dem Luftgewehr wurde Barbara Engleder am 5. März 2005 Europameisterin bei der EM in Tallinn. Bei diesem Wettbewerb stellte sie mit der Höchstmarke von 400 Ringen im Vorkampf einen neuen deutschen Rekord auf und den Welt- und Europarekord ein. Am 10. Juni 2005 erreichte sie in München ihren ersten Weltcupsieg mit dem Kleinkalibergewehr und erzielte dabei zwei weitere deutsche Rekorde. Bei den Militärweltmeisterschaften 2006 in Norwegen wurde sie Einzel- und (mit Sonja Pfeilschifter und Eva Friedel) Mannschaftsweltmeisterin im (nichtolympischen) 60-Schuss-liegend-Schießen.
Im März 2007 wurde Barbara Engleder mit Beate Gauß und Sonja Pfeilschifter in Deauville Mannschaftseuropameisterin mit dem Luftgewehr.
Im selben Jahr erreichte sie beim Weltcup in Bangkok den dritten Platz mit dem Luftgewehr, außerdem wurde sie beim ISSF World Cup in Fort Benning Dritte mit dem KK 3*20. Ende Mai 2007 beim ISSF Weltcup in München wurde Barbara Lechner ebenfalls dritte hinter Sylwia Bogacka (Polen) und Sonja Pfeilschifter, die diesen Weltcup für sich entscheiden konnte.
Im Juli 2007 wurde Barbara Engleder mit dem Sportgewehr (3*20) 2te bei der EM 2007 in Granada, Spanien. Barbara Engleder schoss dabei 580+99,0 im Finale, die zweite Deutsche Sonja Pfeilschifter hatte 579 im Vorkampf und 100,0 im Finale, woraufhin es einen Stechschuss um die Plätze 2 und 3 geben musste den Barbara Lechner mit 10,1 zu 8,6 für sich entscheiden konnte.
Mit der Mannschaft wurde das Team um Barbara Lechner, Sonja Pfeilschifter und Eva Friedel mit 1734 Europameister vor der Ukraine mit 1729 Ringen.
Bei den Olympischen Spielen in Peking 2008 beendete sie ihre Wettkämpfe mit einem 17. Platz mit dem Luftgewehr über 10 Meter und Platz 9 im Kleinkaliber Dreistellungskampf.
Ihr bisher größter Erfolg war der Gewinn der Weltmeisterschaft 2010 vor heimischem Publikum auf der Olympia-Anlage in München Hochbrück. Ihr kleines Geheimnis dabei war: „Um 9:30 kommt der Wind auf in München. Da muss man fertig sein“. Genau das befolgte Barbara Engleder und ging mit 589 Ringen aus dem Vorkampf mit 4 Ringen Vorsprung ins Finale, das sie dann mit 98,1 (Gesamtergebnis von 687,1 Ringen) gegen die Mitkonkurrenz aus dem eigenen Land Sonja Pfeilschifter (685,4 Ringe) klar gewann.
Bei den Weltmeisterschaften 2014 in Granada gewann sie zusammen mit Eva Rösken und Beate Gauß die Goldmedaille in der Mannschaftswertung mit dem neuen Weltrekord von 1750 Ringen. Bei den Europaspielen 2015 holte sie mit dem Luftgewehr und 186,0 Ringen im Finale die Bronzemedaille.
Bei den Olympischen Spielen 2016 in Rio de Janeiro verfehlte sie mit dem Luftgewehr knapp eine Medaille und wurde Vierte. Im Dreistellungskampf mit dem Kleinkalibergewehr wurde sie am 11. August 2016 Olympiasiegerin. Dafür wurde ihr von Bundespräsident Joachim Gauck das Silberne Lorbeerblatt – die höchste sportliche Auszeichnung in Deutschland – verliehen.
Im Oktober 2016 beendete Engleder nach einem zweiten Platz in dieser Disziplin beim Weltcupfinale in Bologna ihre Karriere.

## Privates
Sie ist seit 2012 verheiratet, lebt in Triftern-Furth und hat einen Sohn (* 2013).

## Erfolge

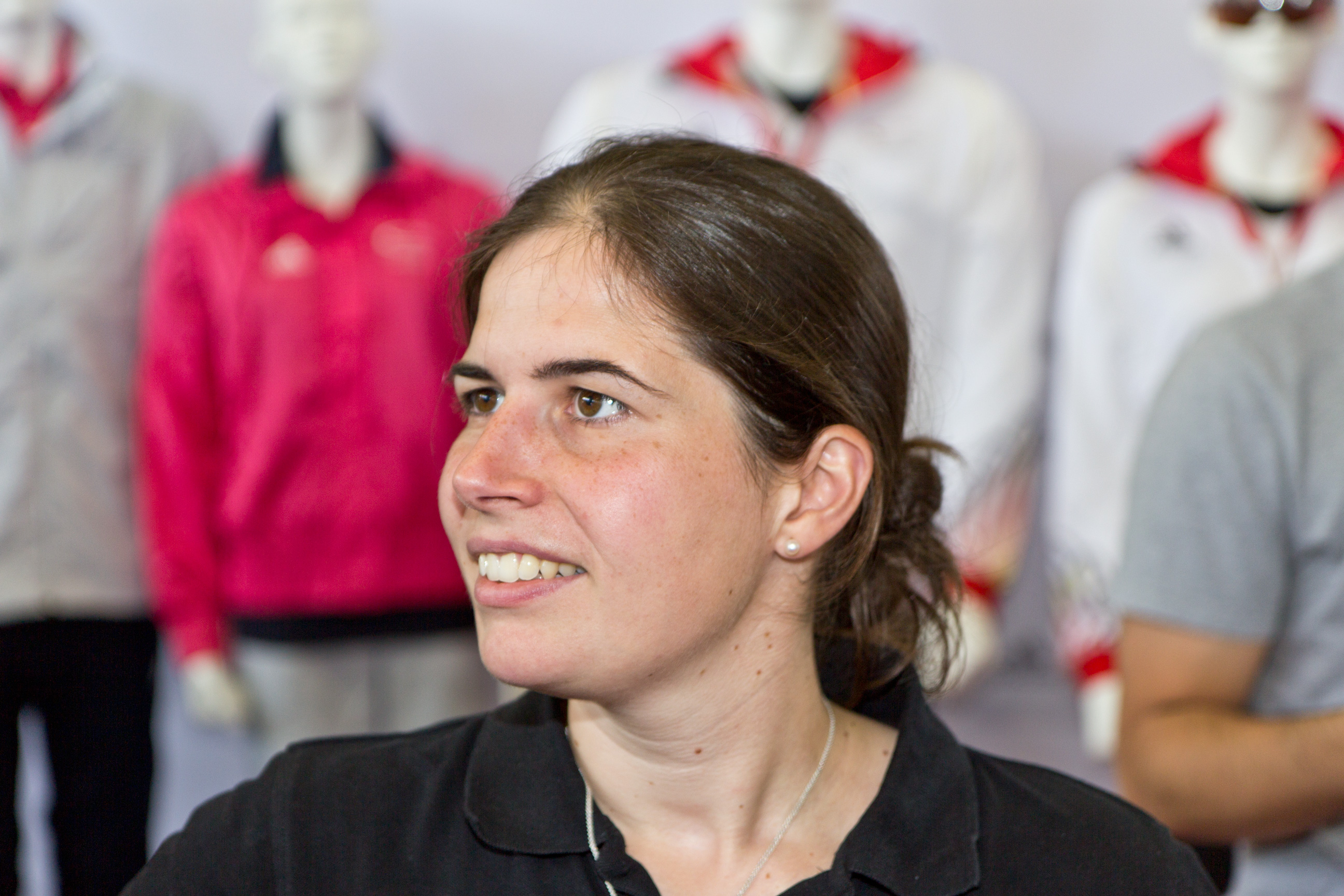
Barbara Engleder während der Einkleidung für die Olympischen Sommerspiele 2012 in London

### Olympische Spiele
- Olympiateilnahmen 2004, 2008, 2012 und 2016
- 4. Platz 2016 (Luftgewehr)
- Gold 2016 (Dreistellungskampf Kleinkalibergewehr)

### Weltmeisterschaften
- Gold (Einzel) 2010 (Sportgewehr)
- Gold (Team) 2014 (Sportgewehr)
- Silber (Team) 2010 (Sportgewehr)

### Weltcupfinale
- Gold 2011 (Sportgewehr)
- Silber 2015 (Sportgewehr)
- Silber 2016 (Sportgewehr)
- Silber 2007 (Luftgewehr)
- Bronze 2005 (Sportgewehr)

### Weltcup
- Gold 4-mal (3 × Sportgewehr/1 × Luftgewehr)
- Silber 1-mal (1 × Sportgewehr)
- Bronze 6-mal (5 × Sportgewehr/1 × Luftgewehr)

### Europaspiele
- Bronze 2015 (Luftgewehr)

### Europameisterschaften
- Gold (Einzel) 2005 (Luftgewehr)
- Silber (Einzel) 2007, 2009 und 2011 (Sportgewehr)
- Bronze (Einzel) 2005 und 2015 (Sportgewehr)
- Gold (Team) 2007, 2011 und 2012 (Luftgewehr)
- Gold (Team) 2007 und 2011 (Sportgewehr)
- Gold (Team) 2015 (KK-Liegend)
- Silber (Team) 2015 (Sportgewehr)

### Militärweltmeisterschaften
- Gold (Einzel) 2006 (KK-Liegend)
- Gold (Team) 2005, 2006 und 2010 (KK-Liegend)
- Gold (Team) 2005 und 2009 (Sportgewehr)
- Silber (Einzel) 2005, 2009 und 2015 (Sportgewehr)
- Silber (Team) 2008 und 2009 (KK-Liegend)
- Silber (Team) 2010 und 2015 (Sportgewehr)
- Bronze (Team) 2008 (Sportgewehr)
- Bronze (Team) 2015 (KK-Liegend)

### Auszeichnungen
- „Best shooter 2006“ (Conseil International du Sport Militaire)
- „Schütze des Jahres 2010“ Deutscher Schützenbund[10]
- Silbernes Lorbeerblatt (2016)

## Politik
Engleder ist seit 2008 Mitglied des Kreistag von Rottal-Inn für die Ökologisch-Demokratische Partei (ÖDP). Sie kandidierte 2018 erfolglos für den Bezirkstag und wurde auf Platz 20 der ÖDP-Liste zur Europawahl 2019 gewählt.